# Довжанська-Нова
Довжа́нська-Но́ва — дільнична вантажно-пасажирська залізнична станція Луганської дирекції Донецької залізниці.
Розташована на заході міста Довжанськ, Свердловська міська рада, Луганській області на лінії Кіндрашівська-Нова — Довжанська між станціями Довжанська (3 км), Ізотове (6 км) та Бірюкове (10 км).
Через військову агресію Росії на сході Україні транспортне сполучення припинене. Лінія не діюча з 2007 року. Лінію в майбутньому передбачено демонтувати.